# سوق الحلفاوين
سوق الحلفاوين هو أحد أسواق تونس.

## الموقع

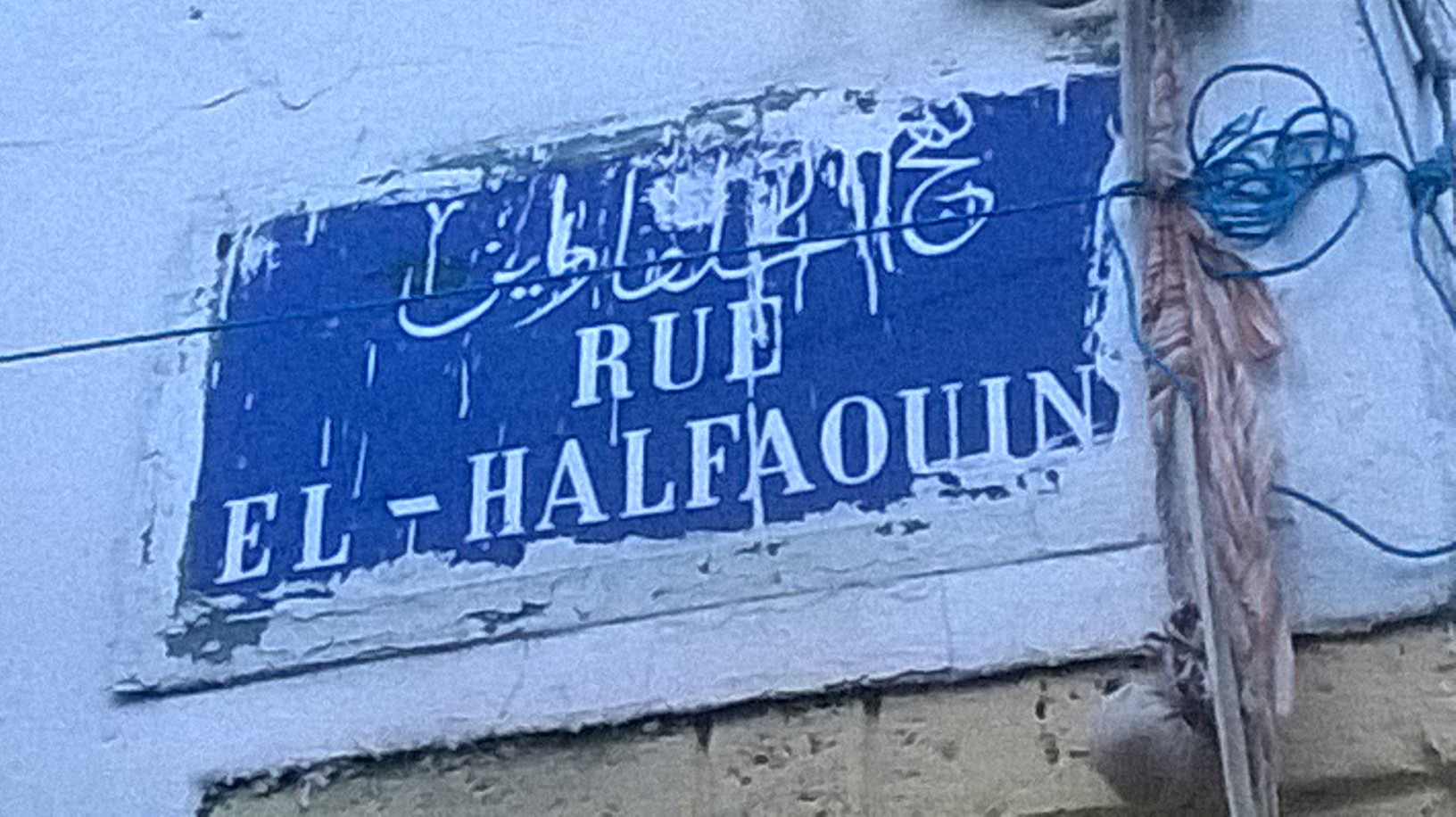
لوحة معدنية تشير إلى نهج الحلفاوين.

يقع في الضاحية الشمالية لمدينة تونس، بالقرب من باب السويقة، في شارع الحلفاوين، بالقرب من الحي الشعبي الذي يحمل نفس الاسم، ويبلغ طوله 800 متر.

## أصل الكلمة
يرتبط اسم الحلفاوين ببائعي الحلفاء القابعين في هذه المنطقة ؛ يُستخدم هذا النبات في صناعة القِفاف التقليدية (قُفَّة).

## التاريخ
تم تشييده في العصر الحفصي (1128 - 1535).

في الوقت الحاضر، يوجد بائعون للمقروض والبسكويت والليموناضة.

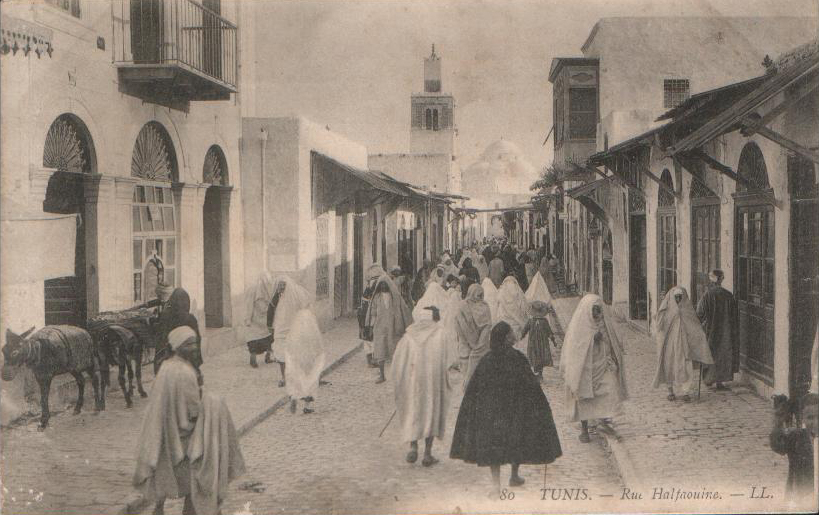
منظر للسوق عام 1900
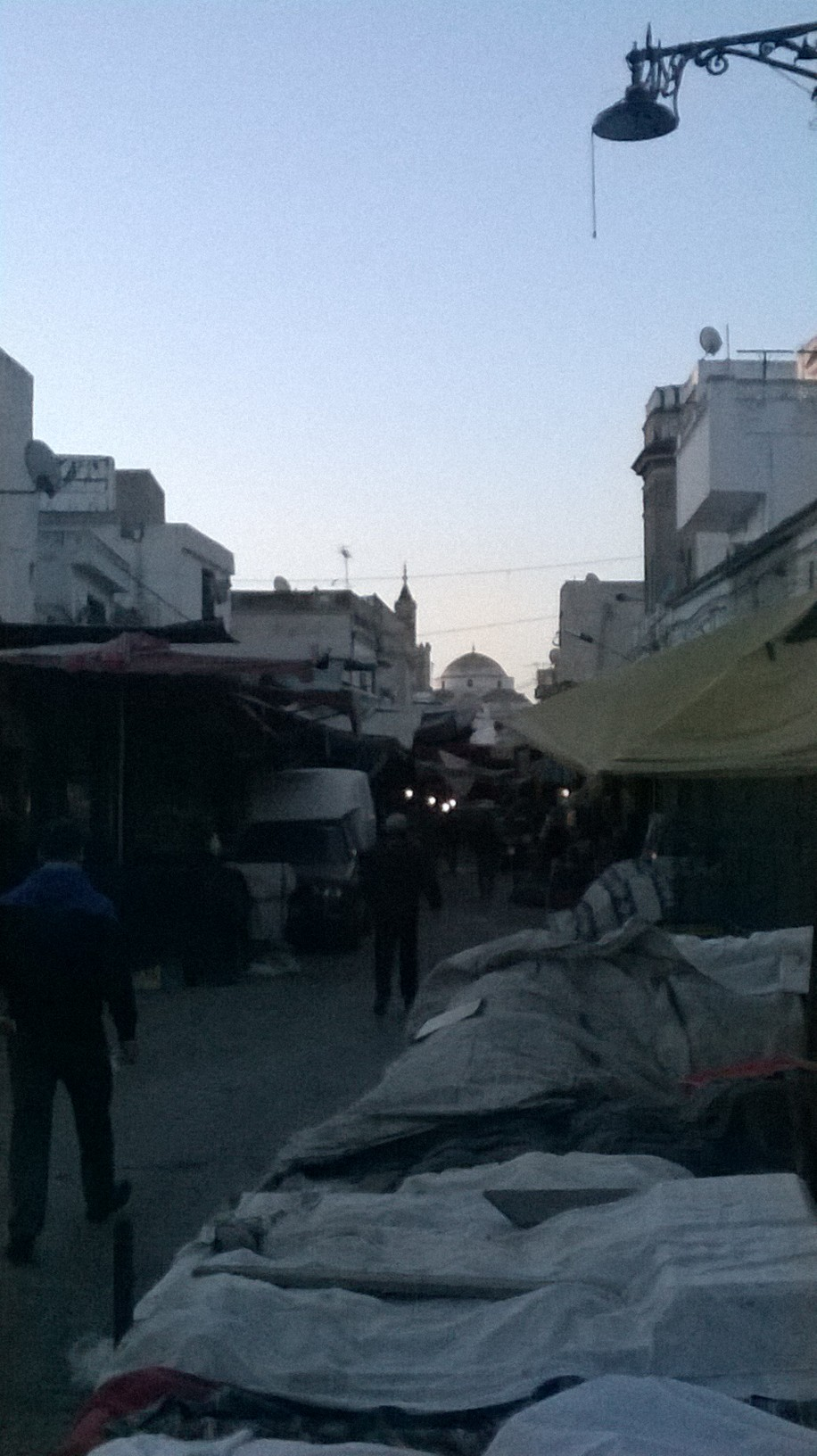
منظر للسوق عام 2016

## الآثار
يقع جامع صاحب الطابع وقصر مصطفى خزندار داخل هذا السوق. كما يوجد جامع أبي محمد المرجاني وجامع سيدي البلاغ.

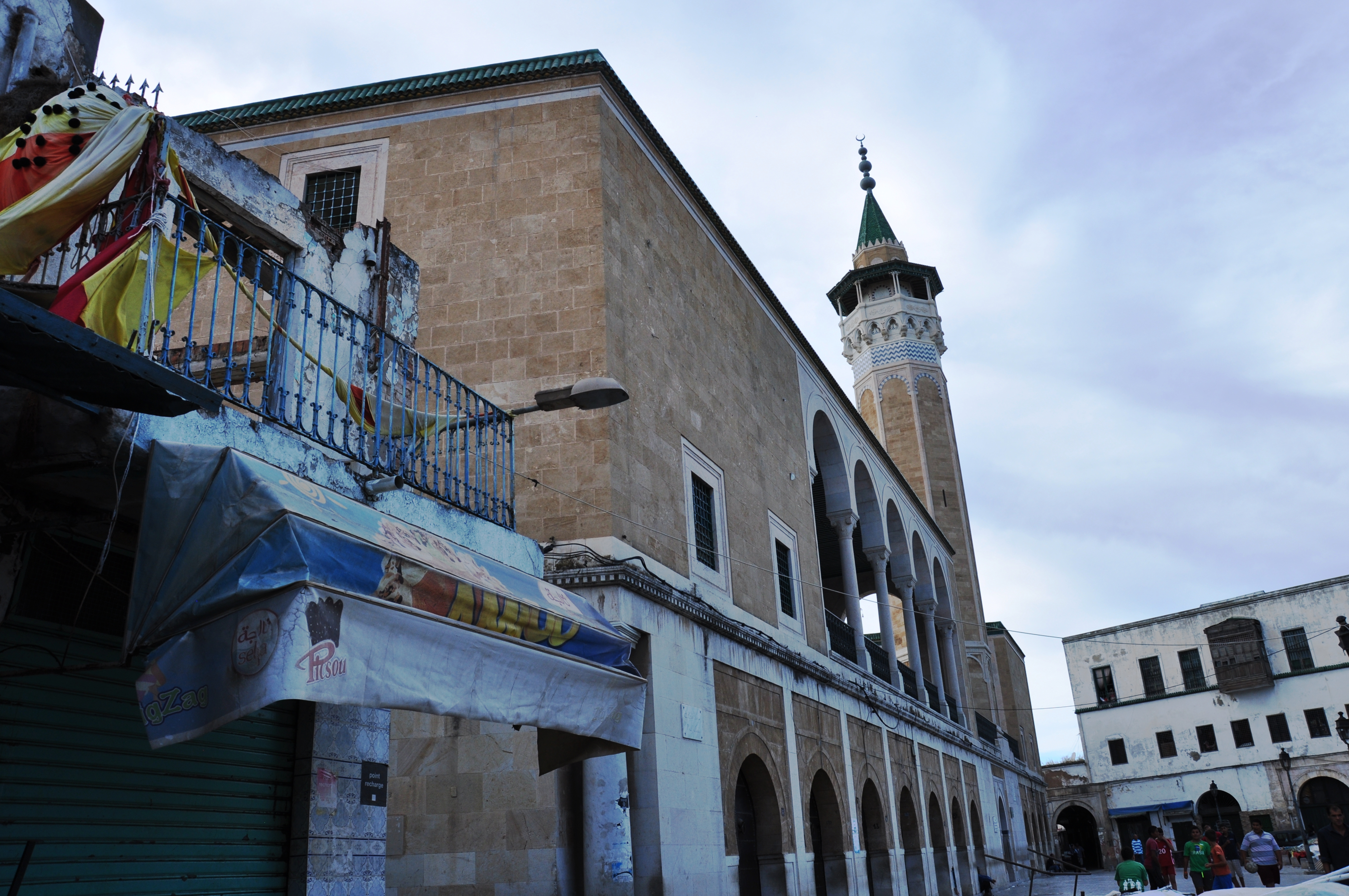
منظر لمسجد صاحب الطابع
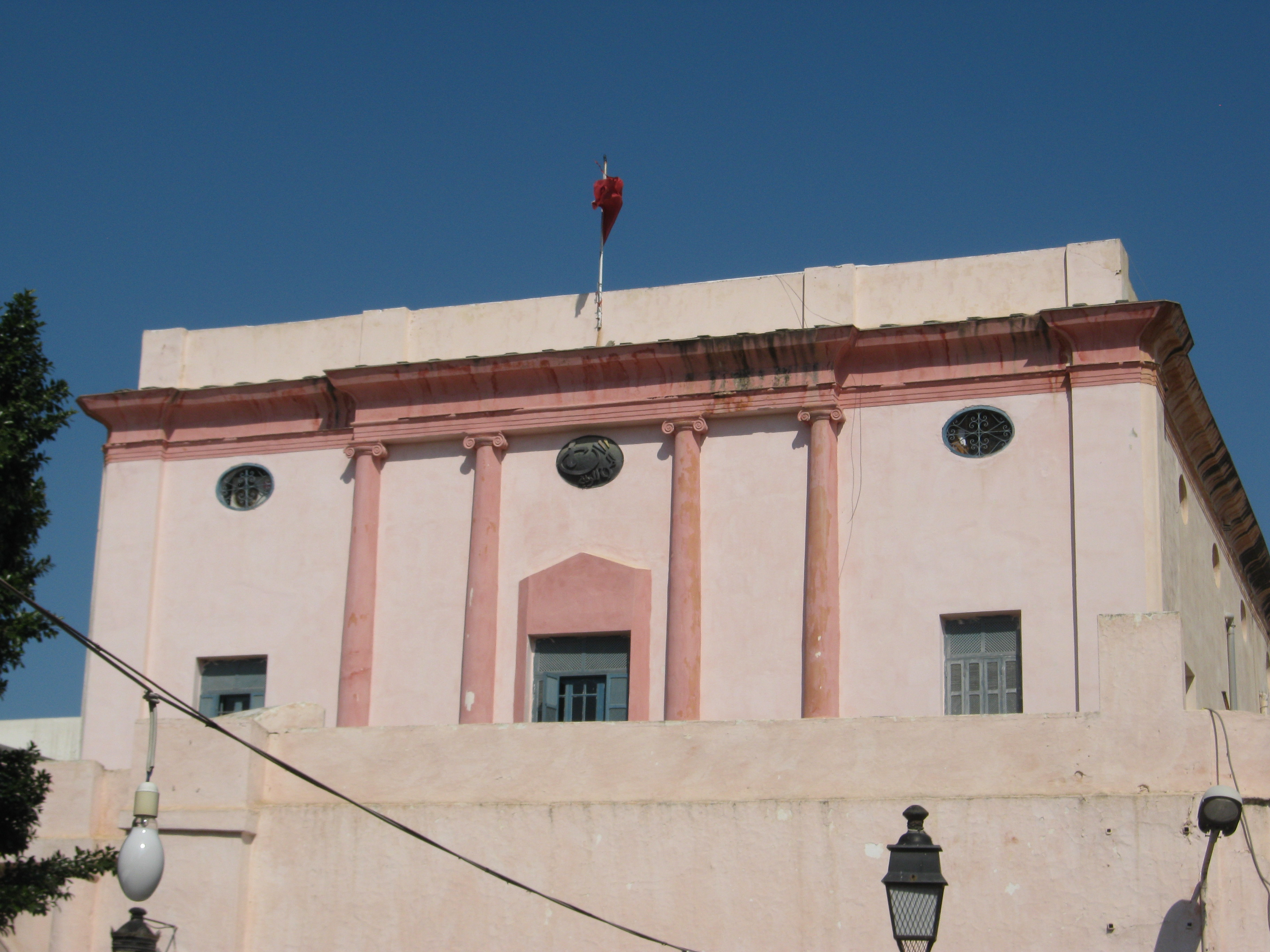
منظر من قصر مصطفى خزندار
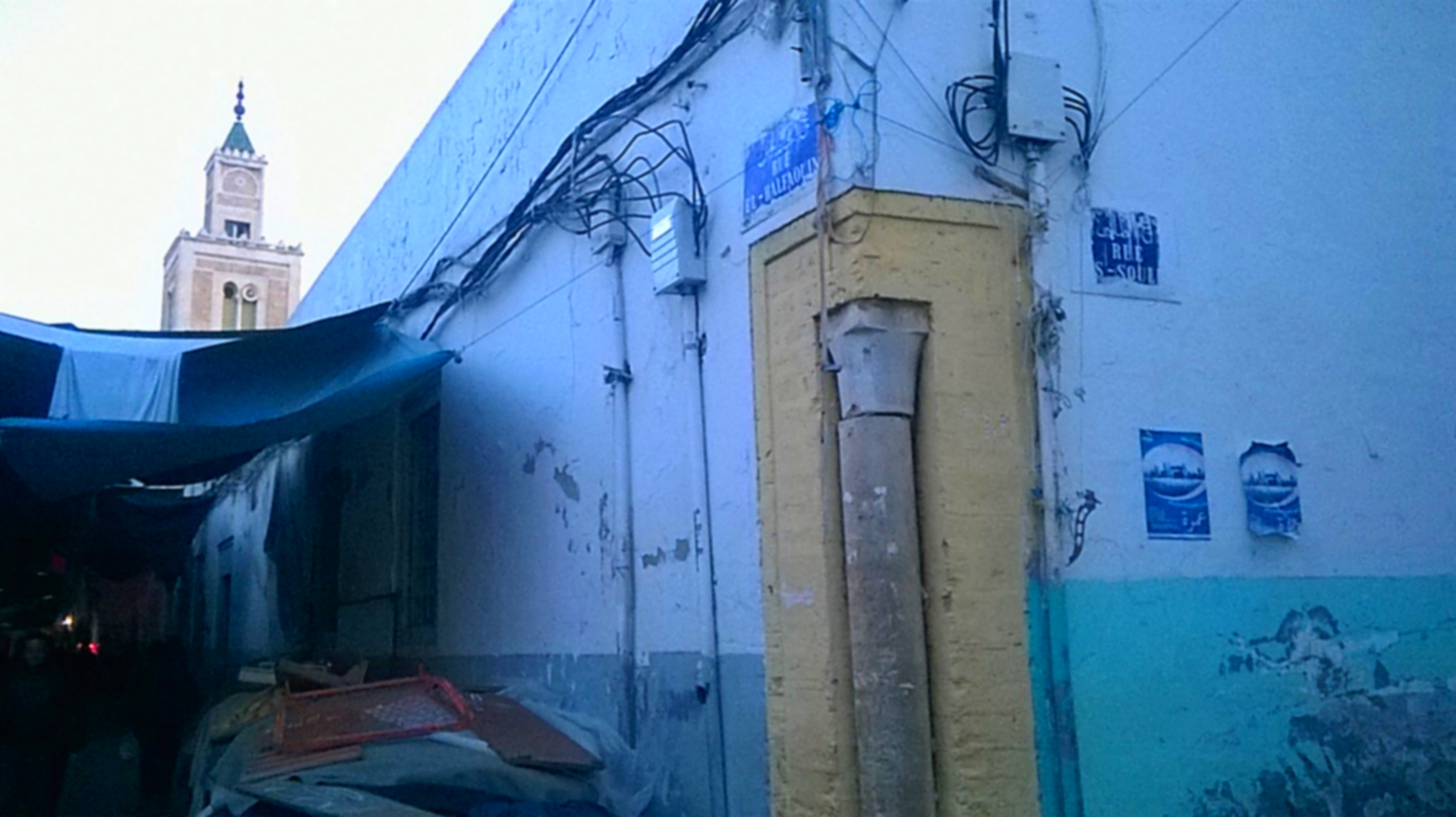
جامع أبي محمد المرجاني
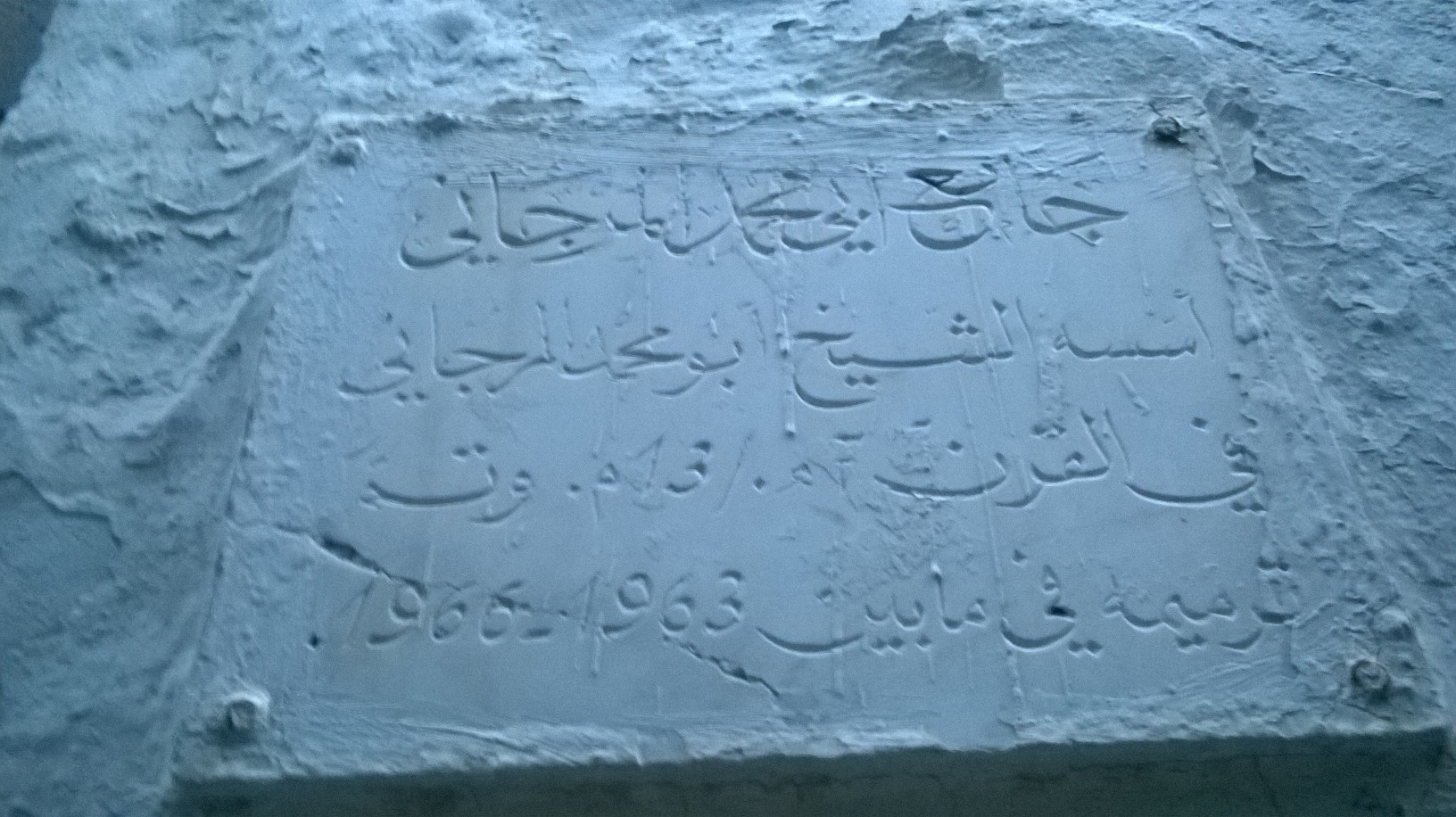
مسجد أبي محمد المرجاني : لوحة تذكارية
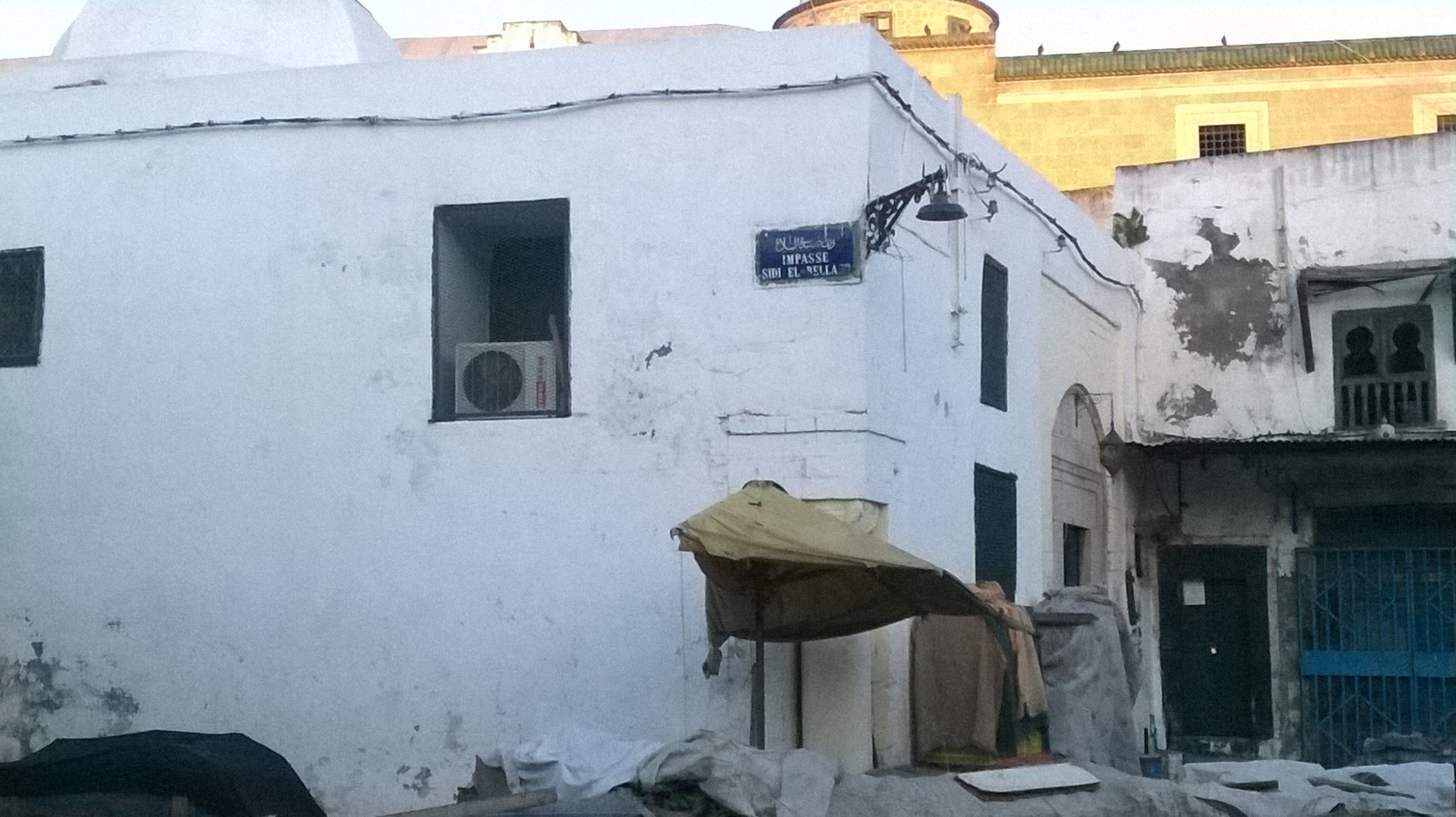
مسجد سيدي البلاغ
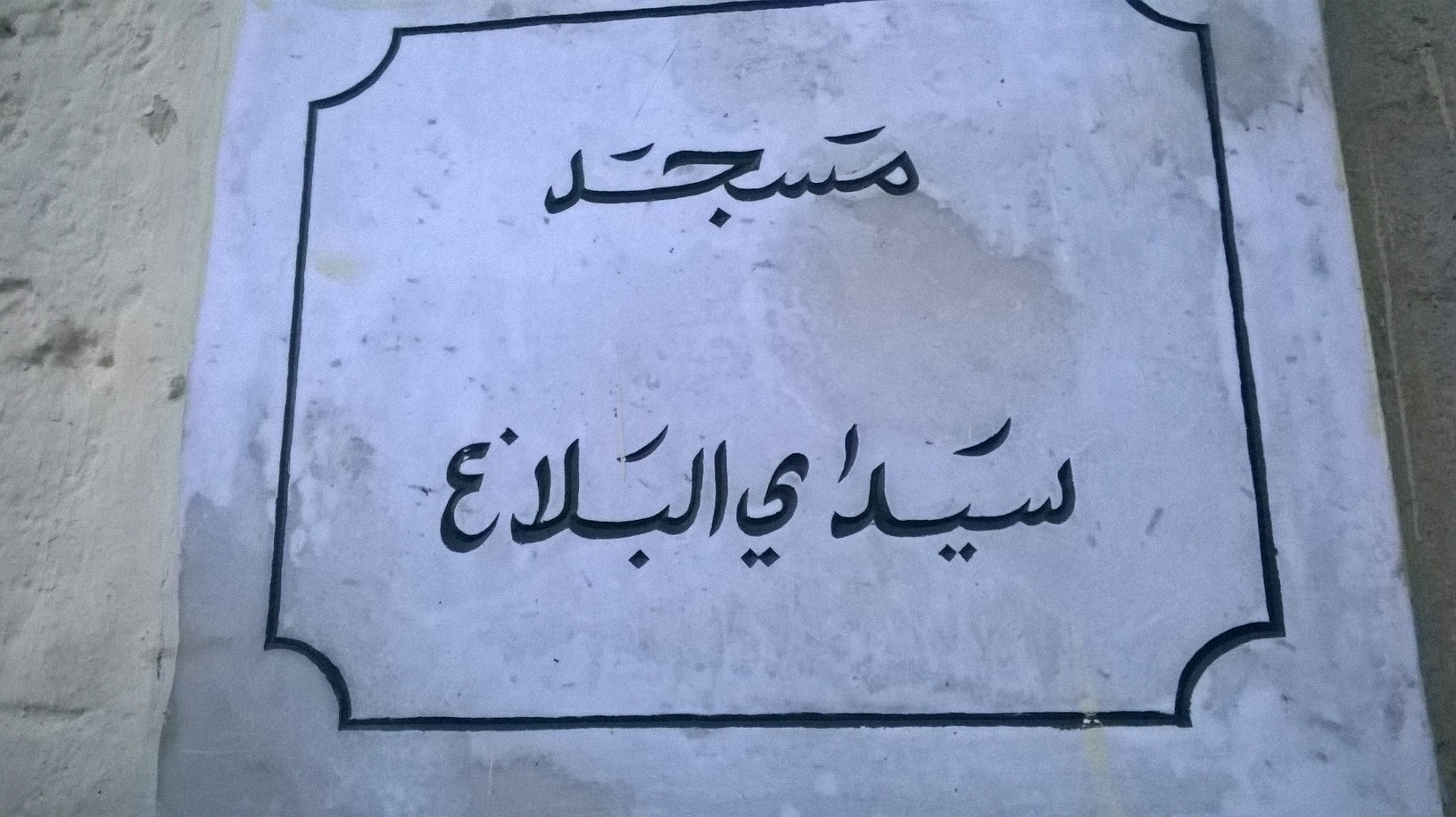
مسجد سيدي البلاغ : لوح من الرخام

## سينما
تم في السوق تصوير فيلم عصفور السطح لفريد بوغدير في التسعينيات.

## رابط خارجي
- "Randonnée dans la médina de Tunis (côté Nord et faubourgs)". destination-tunis.fr (بالفرنسية). 1 Dec 2013. Archived from the original on 2018-06-14. Retrieved 2016-02-04.